# 城关镇 (宕昌县)
城关镇，是中华人民共和国甘肃省陇南市宕昌县下辖的一个乡镇级行政单位。

## 行政区划
城关镇下辖以下地区：
下坝社区、人民街社区、红河社区、新城社区、旧城村、石磊村、玉地河村、坡头村、计子川村、同盟村、光明村、人民街村、红光村、大草滩村、马鞍山村、瓦舍坪村、乔家村、立界村、鹿仁村和官鹅村。